# Братський (Ілецький район)
Бра́тський (рос. Братский) — селище у складі Ілецького району Оренбурзької області, Росія.

## Населення
Населення — 70 осіб (2010; 166 у 2002).
Національний склад (станом на 2002 рік):
- казахи — 80 %